# Tobias Wendl
Tobias Wendl, né le 16 juin 1987 à Aix-la-Chapelle, est un lugeur allemand ayant pris part à des compétitions dans les années 2000 et 2010. Avec son coéquipier Tobias Arlt, il compose l'un des meilleurs duos en biplace masculin à partir de 2007. En 2008, il devient vice-champion du monde de luge en double sur la piste d'Oberhof derrière le duo allemand André Florschütz-Torsten Wustlich. Lors des Jeux olympiques de 2014 organisés à Sotchi, il devient champion olympique. Il conserve son titre en 2018 et en 2022.

## Palmarès

### Jeux olympiques d'hiver
- médaille d'or en double en 2014.
- médaille d'or par équipe en 2014.
- médaille d'or en double en 2018.
- médaille d'or par équipe en 2018.
- médaille d'or en double en 2022.
- médaille d'or par équipe en 2022.

### Championnats du monde
- Médaille d'or en double en 2013, 2015, 2016 et 2021.
- Médaille d'or en double sprint en 2016 et  2017.
- Médaille d'or par équipe en 2013, 2015, 2016 et 2024.
- : Médaille d'argent en double en 2008, 2017, 2019, 2021 et 2023.
- : Médaille d'argent en sprint en 2019 et 2023.
- : Médaille d'argent par équipe en 2021.
- : Médaille de bronze en double en 2020, 2024 et 2025.
- : Médaille de bronze en sprint en 2020.
- : Médaille de bronze en double mixte en 2025.

### Coupe du monde
- 6 gros globe de cristal en double : 2011, 2013, 2014, 2016, 2023 et 2025.
- 3 petits globe de cristal en double : 
  - Vainqueur du classement sprint en 2016 et 2023.
  - Vainqueur du classement classique en 2023.
- 123 podiums en double : 
  - en double : 51 victoires, 35 deuxièmes places et 16 troisièmes places.
  - en sprint : 6 victoires, 6 deuxièmes places et 9 troisièmes places.
- 3 podium en double mixte : 2 victoires et 1 troisième place.
- 49 podiums en relais : 34 victoires, 12 deuxièmes places et 3 troisièmes places.

### Championnats d'Europe de luge
- : Médaille d'or en double en 2015, 2015, 2019, 2023 et 2025.
- : Médaille d'or par équipe en 2015 et 2017.
- : Médaille d'argent en double en 2010, 2012, 2013, 2016, 2021 et 2022.
- : Médaille d'argent par équipe en 2012, 2019 et 2023.
- : Médaille de bronze en double en 2018.
- : Médaille de bronze par équipe en 2010 et 2021.